# Ударов, Николай Иванович
Николай Иванович Ударов (1914—1969) — в 1940 году командир орудия 20-го лёгкого артиллерийского полка 17-й мотострелковой дивизии 13-й армии, младший командир. Герой Советского Союза. Позднее танкист, майор.

## Биография
Родился 22 июля 1914 года в деревне Леонтьево ныне Варнавинского района Нижегородской области в крестьянской семье. Русский. Член ВКП(б)/КПСС с 1940 года. Окончил 7 классов. Работал в колхозе трактористом.
В Красной Армии в 1933-34 годах и с 1940 года. Участник советско-финляндской войны 1939-40 годов. Командир орудия 20-го лёгкого артиллерийского полка младший командир Николай Ударов отличился в боях 11 февраля 1940 года в районе реки Пуннус-Йоки. Выкатив своё орудие на открытую позицию, он уничтожил несколько огневых точек противника. Последовав его примеру, батарея быстро уничтожила противостоящие цели, обеспечив пехоте продвижение вперёд. 3 марта 1940 года в бою на реке Вуокса, раненый мужественный воин-артиллерист, оставшись один у орудия, продолжал вести огонь по врагу.
Указом Президиума Верховного Совета СССР от 7 апреля 1940 года «за образцовое выполнение боевых заданий командования на фронте борьбы с финской белогвардейщиной и проявленные при этом отвагу и геройство» младшему командиру Ударову Николаю Ивановичу присвоено звание Героя Советского Союза с вручением ордена Ленина и медали «Золотая Звезда».
Участник Великой Отечественной войны с июня 1941 года. В 1941 году окончил Киевское танковое училище. В 1943 году Герой «зимней войны» окончил курсы усовершенствования офицерского состава. Был командиром танковой роты. В 1946 году окончил Высшую офицерскую бронетанковую школу. С 1953 года майор Ударов Н. И. — в запасе. Жил в Ленинграде. Работал слесарем на заводе. Скончался 23 апреля 1969 года.
Награждён орденом Ленина, медалями.